# Новиковы
Новико́вы — русский дворянский род.
При подаче документов (1686) для внесения рода в Бархатную книгу, была предоставлена родословная роспись Новиковых.

## Происхождение и история рода
Один из них происходит из Новгорода, откуда предки его были переведены в Углич и Рязань. Ефрем Семёнович Новиков, по прозванию Курдюм, составил (1676) писцовые книги Мещовского и Серпейского уездов. Сын его Фёдор, голова у стрельцов и казаков в Пронске, убит в московское разоренье при Шуйском; другой сын Курдюма, Степан, был в крымском плену 30 лет, бежал оттуда (1591) и предупредил государя о замыслах крымцев напасть на московское государство.
Двое Новиковых убиты в Конотопской битве (1659). Иван Андреевич Новиков был судьёй в полку князя А. Н. Трубецкого во время конотопского похода. Его праправнуком был знаменитый Николай Иванович (1744—1818). К этому же роду принадлежали Евгений Петрович (1826—1903) — историк, писатель, дипломат и государственный деятель, а также его племянник Александр Иванович (1861—1913) — земский деятель Тамбовской губернии, идеолог и организатор начального народного образования, публицист, впоследствии эсер.
Род Новиковых внесен в VI часть родословных книг Московской, Нижегородской, Орловской, Пензенской, Рязанской, Тамбовской и Ярославской губерний.
Другой род Новиковых, восходящий к началу XVII в., происходит от патриарших детей боярских. Данило Иванович Новиков был дьяком в царствование Петра Великого. Его потомство внесено в VI часть родословной книги Владимирской губернии.
Существует ещё двадцать два рода Новиковых, позднейшего происхождения.

## Описание гербов

#### Герб Новиковых 1785 г.
В Гербовнике Анисима Титовича Князева 1785 года имеется печать с изображением герба Андрея Ивановича Новикова: в серебряном поле щита с широкой каймой, имеющего овальную форму, изображён золотой полумесяц, рогами вверх обращенный, а над ним золотая восьмиугольная звезда (герб Лелива). Щит увенчан дворянской короной (дворянский шлем и намёт отсутствуют). С четырёх сторон щита, свитки, из которых выходят (пальмовые) ветви. Справа и слева от свитков, вертикально, по шесть белых кругов.

#### Герб. Часть IV. № 95.
В щите, имеющем красное поле, находится голубой щиток, в котором изображена пятиугольная золотая звезда и серебряная луна рогами вверх обращённая. Щит увенчан обыкновенным дворянским шлемом с дворянской на нём короной и тремя страусовыми перьями. Намёт на щите голубой и красный, подложенный золотом.

## Известные представители
- Новиков Андрей — дьяк, воевода в Свияжске (1625—1627).
- Новиковы: Иван Андреевич, Арист Фёдорович — московский дворянин (1636—1677).
- Новиков Григорий Яковлевич — московский дворянин (1677—1692).
- Новиков Фёдор Аристович — воевода в Пензе (1691—1692).
- Новиковы: Савва Иванович и Андреян Матвеевич — стряпчие (1692).
- Новиковы: Михаил и Иван Аристовичи — московские дворяне (1677—1692).
- Новиковы: Фёдор, Матвей и Богдан Аристовичи, Василий Алексеевич, Алексей Иванович — стольники (1676—1692).
- Новиков Данила Иванович — дьяк (1706)[4][5].
- Новиков Модест Николаевич — капитан 1-го ранга, кавалер орденов Святого Георгия 4-й степени (1855) за отличия при обороне г. Севастополь; 3-й степени (1877) за храбрость и мужество при действиях флотских команд на Дунае, во время войны с Турцией (1877)[6].